# Medalha Oskar Klein
A Medalha Oskar Klein (em inglês:  Oskar Klein Memorial Lecture) da Universidade de Estocolmo, concedida em memória do físico sueco Oskar Klein, foi apresentada pela primeira vez em 1988, sendo o laureado um físico proeminente, que apresenta uma palestra. É organizada pela Universidade de Estocolmo e pelo Comitê Nobel da Academia Real das Ciências da Suécia.

## Laureados
- 1988 - Chen Ning Yang
- 1989 - Steven Weinberg
- 1990 - Hans Bethe
- 1991 - Alan Guth
- 1992 - John Archibald Wheeler
- 1993 - Tsung-Dao Lee
- 1994 - The Oskar Klein Centenary Symposium, 19 a 21 de setembro de 1994
- 1995 - Nathan Seiberg
- 1996 - Alexander Polyakov
- 1997 - James Peebles
- 1998 - Edward Witten
- 1999 - Gerardus 't Hooft
- 2000 - David Gross
- 2001 - Andrei Linde
- 2002 - Martin Rees
- 2003 - Stephen Hawking
- 2004 - Pierre Ramond
- 2005 - Yoichiro Nambu
- 2006 - Viatcheslav Mukhanov
- 2007 - Gabriele Veneziano
- 2008 - Helen Quinn
- 2009 - Peter Higgs
- 2010 - Alexei Starobinski
- 2011 - Joseph Silk
- 2012 - Juan Maldacena
- 2013 - Frank Wilczek
- 2014 - Andrew Strominger
- 2015 - Rashid Sunyaev
- 2016 – Kip Thorne
- 2017 – Sheldon Lee Glashow
- 2018 – Leonard Susskind
- 2019 – Lisa Randall
- 2020 – Roy Kerr